# نوباغ
نوباغ، روستایی است از توابع بخش هلالی و در شهرستان جغتای استان خراسان رضوی ایران.

## جمعیت
این روستا در دهستان میان جوین قرار داشته و بر اساس سرشماری سال ۱۴۰۰ جمعیت آن ۹۲۰ نفر (۲۵۰ خانوار)
بوده است.